# Рыбаков, Виктор Владимирович
Виктор Владимирович Рыбаков (6 февраля 1962, Барнаул) — советский и российский футболист, выступавший на позиции нападающего и крайнего полузащитника. Сыграл один матч в высшей лиге СССР.

## Биография
Воспитанник барнаульских ДЮСШ «Трансмаш» и «Темп», первый тренер — Александр Николаевич Комаров. С 18 лет выступал в составе местного «Динамо» во второй лиге. За четыре сезона сыграл около 100 матчей за свою команду. Отличался высокой скоростью, хорошим дриблингом и навесами с фланга, составлял тандем разноплановых нападающих с Евгением Зарвой. Выступал за юношескую и молодёжную сборную РСФСР (1981—1982).
В начале 1984 года перешёл в московское «Динамо». Единственный матч в высшей лиге сыграл 2 апреля 1984 года против «Днепра», вышел в стартовом составе и был заменён в перерыве. Практически сразу после этого матча, в апреле 1984 года вернулся в Барнаул.
В дальнейшем выступал в первой и второй лиге СССР за тюменский «Геолог», воронежский «Факел», «Ростсельмаш», нижегородский «Локомотив» и несколько раз возвращался в Барнаул. В составе «Геолога» в 1985 году стал победителем зонального турнира второй лиги и чемпионом РСФСР, в составе «Локомотива» в 1989 году также победил в зональном турнире.
В чемпионатах России играл в первой и второй лиге за команды Барнаула, Холмска и Назарово. Завершил профессиональную карьеру в 35-летнем возрасте, затем ещё много лет выступал на любительском уровне. В 2006 году работал спортивным директором новосибирской «Сибири». Играет за команду ветеранов барнаульского «Динамо».
Всего на уровне профессионалов (мастеров) сыграл более 470 матчей и забил 86 голов.